# Streaky Bay
Streaky Bay – miasto w Australii, w stanie Australia Południowa.